# 宇都宮城
宇都宮城（ Usunomiya-Jo）是位在栃木縣宇都宮市本丸町的一座城。關東七名城之一。江戶時代是宇都宮藩之藩廳。1868年，戊辰戰爭爆發，焚毁于宇都宮城之戰。

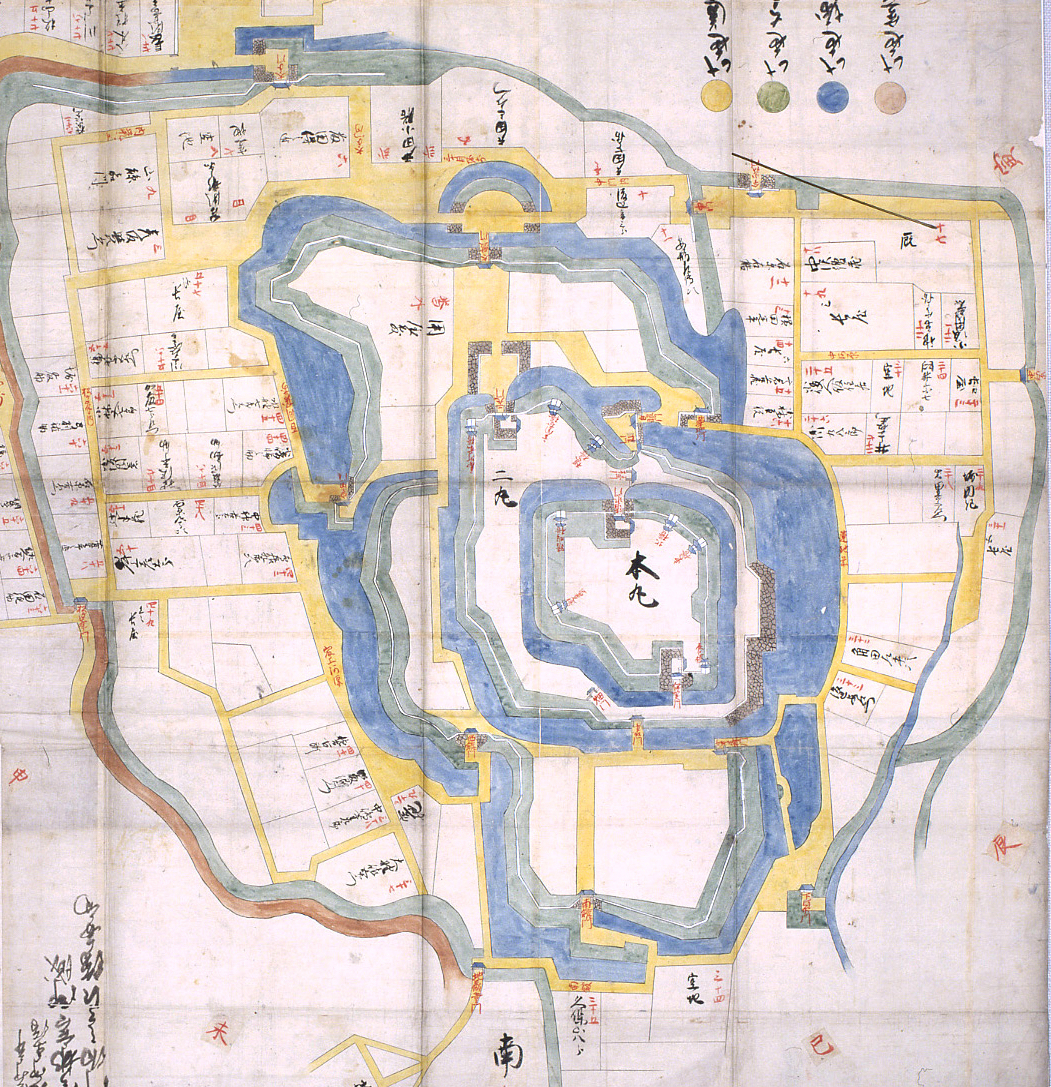
宇都宫城古地图

## 概要
宇都宫城的历史上溯到平安时代藤原宗圆在二荒山以南兴建的居馆。战国、江户时代，改建为轮廓、梯廓复合式的以土垒为城墙的平城。尽管本多正纯时代宇都宫城有天守存在，实质上是以清明台橹作为天守使用的。宇都宫城也是德川幕府将军参拜日光东照宫途中的留宿地点。
由于明治初期戊辰战争之时的兵火和第二次世界大战战后的城市开发，宇都宫城的建筑大部分都已不存在。留存至今的只有本丸的一部分土垒。重修的建筑物有本丸的土垒和堀（外观复原），清明台、富士见橹、土塀（木结构复原），作为宇都宫城址公园的一部分开放。后续有修复本丸殿御成殿、本丸清水门、本丸伊贺门的计划。

## 關連項目
- 日本城堡列表

## 外部連結
- よみがえれ！宇都宮城（页面存档备份，存于）

36°33′16″N 139°53′09″E / 36.55444°N 139.88583°E